# San Ignacio, San Luis de la Paz
San Ignacio är en ort i Mexiko.   Den ligger i kommunen San Luis de la Paz och delstaten Guanajuato, i den centrala delen av landet, 250 km nordväst om huvudstaden Mexico City. San Ignacio ligger 2 012 meter över havet och antalet invånare är 1 206.
Terrängen runt San Ignacio är platt västerut, men österut är den kuperad. Runt San Ignacio är det ganska tätbefolkat, med 52 invånare per kvadratkilometer. Närmaste större samhälle är San Luis de la Paz, 2,7 km nordost om San Ignacio. Trakten runt San Ignacio består i huvudsak av gräsmarker.